# Ernest Torrence
Ernest Torrence (26 de junio de 1878 – 13 de mayo de 1933) fue un actor cinematográfico de carácter de origen escocés, a lo largo de cuya carrera actuó en numerosas producciones rodadas en Hollywood, entre ellas Broken Chains (1922, con Colleen Moore), Mantrap (1926, con Clara Bow), y Fighting Caravans (1931, con Gary Cooper y Lili Damita). Gracias a su gran estatura (1,93 m), Torrence interpretó con frecuencia papeles de malvados de fría mirada y porte imponente.

## Biografía

### Educación. Inicios
Su verdadero nombre era Ernest Torrance-Thomson, y nació en Edimburgo, Escocia, siendo sus padres el Coronel Henry Torrence Thayson y su esposa Jessie Bryce. Excepcional pianista desde niño, y con voz de barítono, se graduó en el Stuttgart Conservatory y en la Edinburgh Academy, antes de conseguir una beca en la Royal Academy of Music de Londres. Después actuó en giras de la D'Oyly Carte Opera Company representando obras como The Emerald Isle (1901) y The Talk of the Town (1905), pero a causa de problemas vocales, hubo de dar un giro a su carrera.
En algún momento anterior al año 1900, decidió cambiar su apellido Torrance por Torrence, omitiendo el uso de Thomson. Tanto Ernest como su hermano, el actor David Torrence, emigraron a los Estados Unidos en marzo de 1911, viajando directamente desde Escocia. Centrados únicamente en su carrera como actores, los dos hermanos ganaron experiencia interpretativa en ambiente teatral del circuito de Broadway, en la ciudad de Nueva York. Ernest recibió positivas críticas por su trabajo en Die keusche Susanne en 1912, y llevó a cabo un destacado papel en The Night Boat en 1920, todo lo cual hizo los cineastas de Hollywood se interesaran por él.

### Carrera cinematográfica
Torrence interpretó al despreciable Luke Hatburn en Tol'able David (1921), frente a Richard Barthelmess, siendo éste el inicio de una trayectoria como actor cinematográfico que duró hasta el momento de su muerte. Otras cintas destacadas en las que actuó fueron el aclamado western The Covered Wagon (1923), Nuestra Señora de París (1923, como Clopin, rey de los mendigos), Peter Pan (1924, como el Capitán Garfio), y The Side Show of Life (1924).
En una excéntrica decisión, fue escogido para emparejarse con Clara Bow en la película Mantrap (1926), en la cual, y de un modo inusual teniendo en cuenta sus anteriores personajes, encarnó a un gentil gigante montañés en busca de esposa. Otros clásicos mudos en los que actuó fueron The King of Kings (1927) y Steamboat Bill Jr. (1928, junto a Buster Keaton). A lo largo de sus doce años de carrera en el cine, Torrence actuó en un total de 49 filmes, tanto mudos como sonoros.

### Últimos años
Torrence superó con éxito la transición al cine sonoro, y actuó, entre otras cintas, en Fighting Caravans (1931, con Gary Cooper y Lili Damita). Hizo también un papel destacado, el de James Moriarty, frente al Holmes de Clive Brook, en Sherlock Holmes (1932), siendo ésta una de sus últimas actuaciones.
En 1933 hizo el papel de un contrabandista en A la sombra de los muelles, junto a Claudette Colbert. Acababa de completar el rodaje cuando, el 15 de mayo de 1933, falleció en la ciudad de Nueva York, a la relativa temprana edad de 54 años. Viajaba a Europa en barco cuando sufrió un cólico biliar a causa de una colelitiasis, por lo que fue llevado urgentemente a un hospital de Nueva York, donde murió a causa de las complicaciones surgidas tras haber sido sometido a cirugía. Fue enterrado en el Cementerio Forest Lawn Memorial Park, en Glendale (California).

## Galería fotográfica

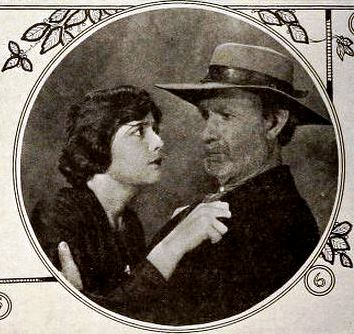
Escena de The Covered Wagon (1923), con Ernest Torrence y Lois Wilson.
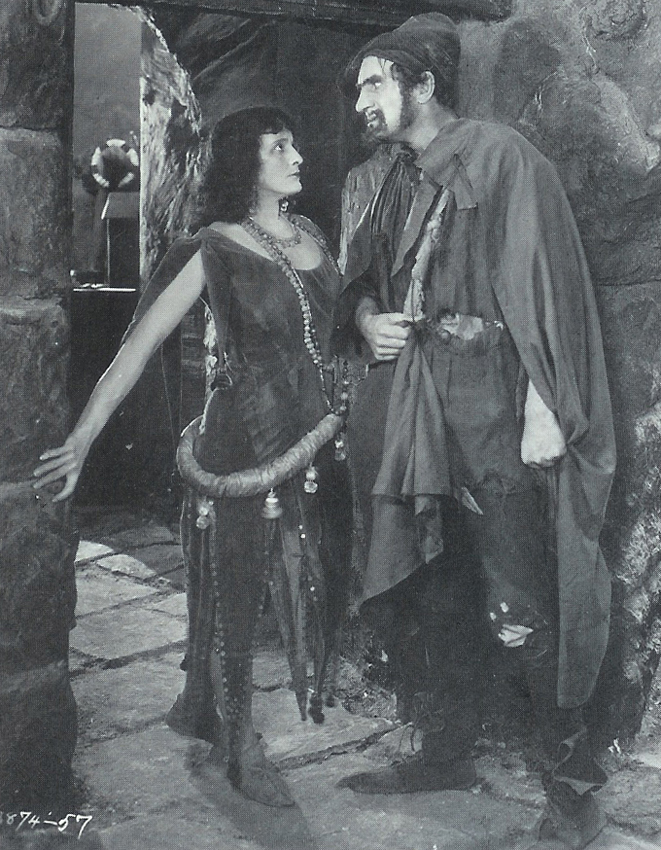
Eulalie Jensen y Ernest Torrence en The Hunchback of Notre Dame (1923)
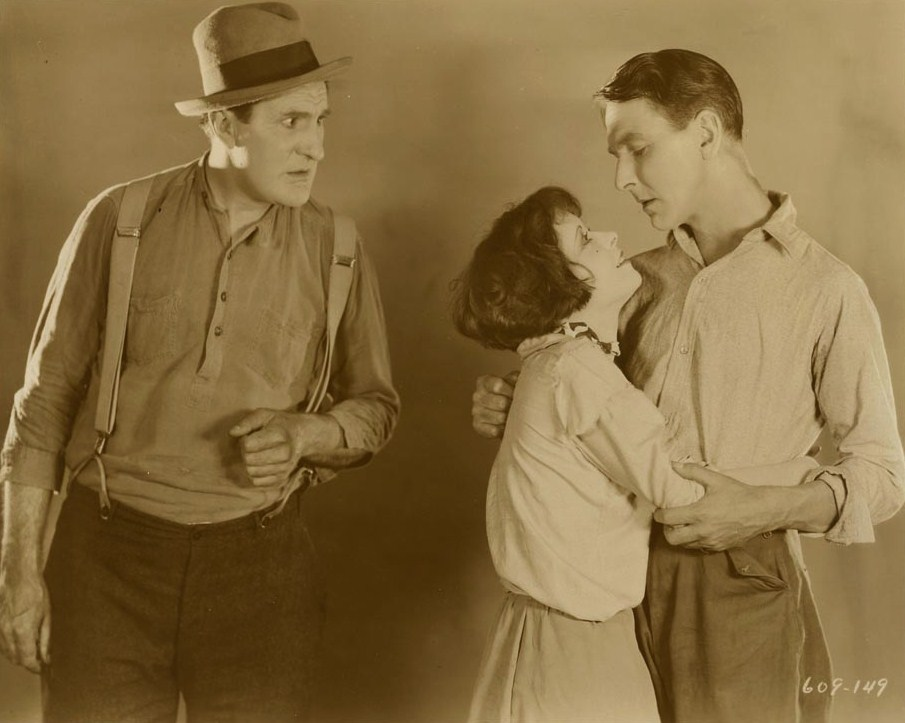
Izq. a der.: Ernest Torrence, Clara Bow y Percy Marmont en Mantrap.
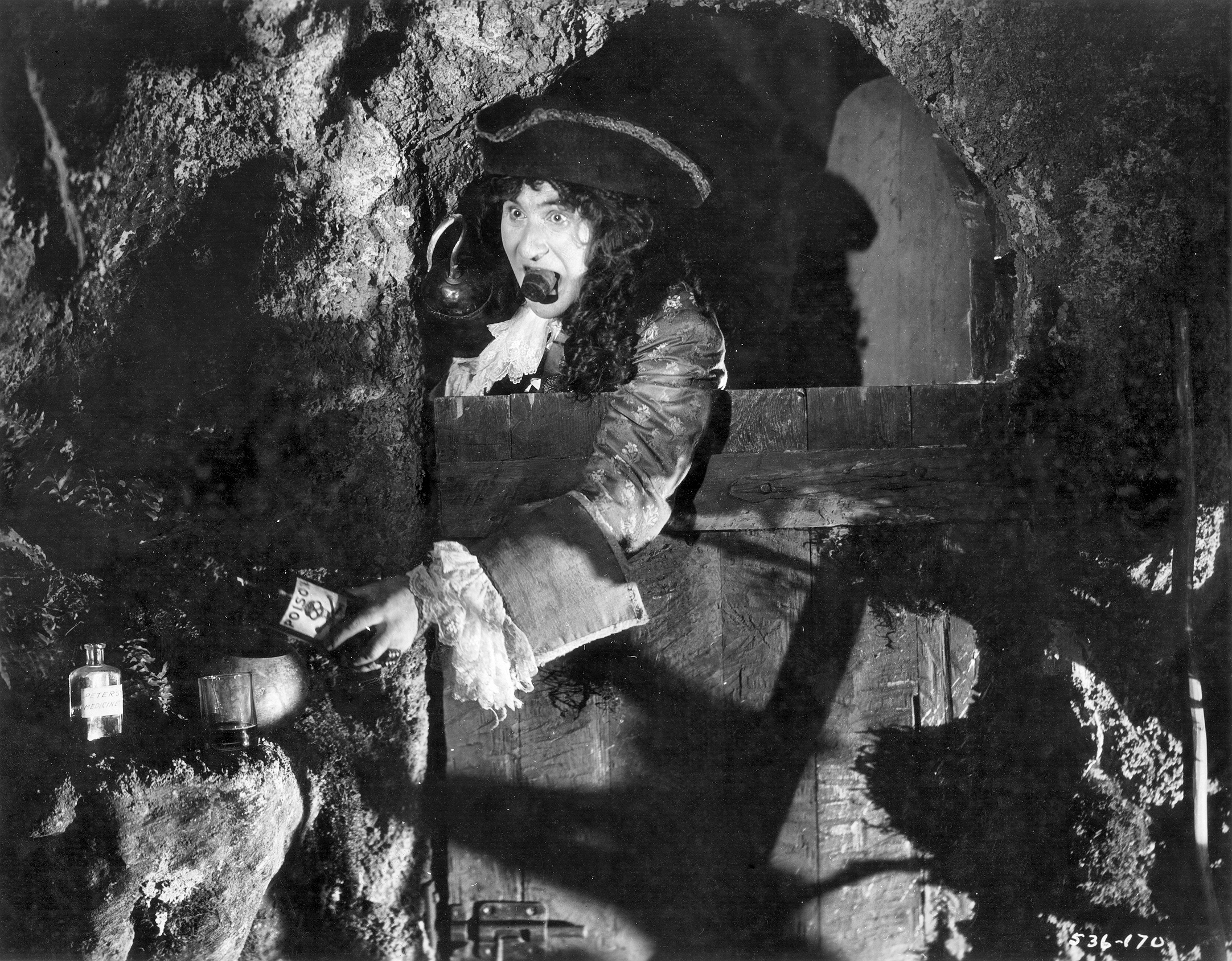
Torrence en Peter Pan (1924).

## Selección de su filmografía
- 1921 : Tol'able David, de Henry King
- 1923 : The Brass Bottle, de Maurice Tourneur
- 1924 : Peter Pan, de Herbert Brenon
- 1925 : The Wanderer, de Raoul Walsh
- 1926 : The American Venus, de Frank Tuttle
- 1926 : Mantrap, de Victor Fleming
- 1927 : Twelve Miles Out, de Jack Conway
- 1927 : El rey de reyes, de Cecil B. DeMille
- 1928 : Across to Singapore, de William Nigh
- 1928 : Steamboat Bill Jr., de Buster Keaton y Charles Reisner
- 1929 : The Bridge of San Luis Rey, de Charles Brabin
- 1930 : Sir Jasper Standish, de Alfred E. Green
- 1931 : Fighting Caravans, de Otto Brower y David Burton
- 1931 : The Great Lover, de Harry Beaumont
- 1932 : Sherlock Holmes, de William K. Howard
- 1933 : A la sombra de los muelles, de James Cruze